# Lycianthes shunningensis
Lycianthes shunningensis là loài thực vật có hoa trong họ Cà. Loài này được C.Y. Wu & S.C. Huang mô tả khoa học đầu tiên năm 1978.